# Большое Бузаново
Большое Бузаново — опустевшая деревня в Слободском районе Кировской области в составе Денисовского сельского поселения.

## География
Находится на расстоянии примерно 29 км на северо-запад от районного центра города Слободской.

## История
Была известна с 1764 года как починок Никифора Бузанова с населением 24 человека. В 1873 году учтено здесь (деревня Никифора Бузанова или Бузаново Большое)  было  дворов 13 и жителей 89, в 1905 22 и 159, в 1926 27 и 168, в 1950 17 и 58, в 1989 не оставалось постоянных жителей. Нынешнее название окончательно утвердилось с 1939 года. 

## Население
Постоянное население  составляло 2 человека (русские 100%) в 2002 году, 0 в 2010.